# Napoleon Abueva
Napoleón Isabelo Veloso Abueva (Tagbilaran, 26 januari 1930 – Quezon City, 16 februari 2018) was een Filipijns kunstenaar.

## Loopbaan
Abueva kreeg in 1976 de onderscheiding Filipijns nationaal artiest in de categorie beeldhouwen. Hij wordt wel de vader van het moderne Filipijnse beeldhouwen genoemd. Enkele van de bekende werken van de hand van Abueva zijn The Transfiguration in de Eternal Gardens, de Nine Muses bij de University of the Philippines, The Structure bij de ingang van het gebouw van de Verenigde Naties in New York en Sunburst in de lobby van het Manila Peninsula Hotel.
Abueva overleed in 2018 op 88-jarige leeftijd aan de gevolgen van een longontsteking.
- Gemeinsame Normdatei: 1013631889
- International Standard Name Identifier: 0000 0001 2138 5315
- Library of Congress Control Number: no99056267
- Virtual International Authority File: 71027799
- WorldCat: E39PBJvxxcm49gmWMpDmTHkMT3